# II-67 «Смирновская»
II-67 «Смирновская» — одна из типовых серий жилых домов. Относится к кирпичным зданиям и так называемым «брежневкам», которые в Москве массово возводились в период с 1962 по 1972 год. Ей на смену в начале 1980-х пришла серия домов II-67 «Москворецкая».

## Описание
Название «Смирновская» серия получила  благодаря Смирновской улице, где был возведен первый дом данного типа. Разработана под руководством архитектора Ефима Пинхасовича Вулыха. Внешне дома этой серии очень похожи на «Тишинскую» серию. Единственным явным отличием можно выделить ограждения лоджий, выполненные из плоских белых блоков. В остальном здание также имеет внутренний несущий каркас из сборных железобетонных колонн и балок, а также наружные несущие стены из кирпича. Основные достоинства серии: хорошая теплоизоляция наружных стен (в наружные стены в местах опирания плит перекрытия добавлялись, помимо кирпича, утепляющие вкладыши из пенополистирола), наличие в квартирах кладовых и просторных лоджий, а также отсутствие внутри квартир несущих стен, что предоставляет широкие возможности по изменению их планировки. Наряду с такими сериями, как «Тишинская» и «Вулыха», является одной из лучших типовых серий в СССР. По сравнению с панельными сериями имеет более высокие потолки и просторные квартиры; наружные кирпичные стены обладают более высокой теплозащитой, а также позволяют избежать межпанельных стыков. Благодаря этому в данные серии заселяли элиту советского общества. К недостаткам серии можно отнести более высокие трудозатраты по возведению наружных кирпичных стен в сравнении с блочными и панельными домами, а также наличие в трёхкомнатных квартирах проходных комнат.

## Основные характеристики
| Количество секций (подъездов) | 1                                                  |
| Этажность                     | 12—13                                              |
| Высота потолков               | 2,5—2,7                                            |
| Лифты                         | 2 пассажирских                                     |
| Балконы                       | во всех квартирах, начиная с 3 этажа               |
| Количество квартир на этаже   | 7                                                  |
| Перспектива сноса             | Сносу не подлежат, капитальный ремонт не требуется |

## Площади квартир
| Комнатность          | Общая, м² | Жилая, м² | Кухня, м² |
| 1-комнатная квартира | 43—44     | 20—23     | 13        |
| 2-комнатная квартира | 49—54     | 29—34     | 7,3—8,1   |
| 3-комнатная квартира | 66        | 43—45     | 8,2       |

## Строительные конструкции
| Лестницы                   | сборные железобетонные между квартирами и лифтовым узлом |
| Мусоропровод               | с загрузочным клапаном на межэтажной площадке |
| Вентиляция                 | естественная вытяжная в кухне и в сантехкабине (санузле) |
| Наружные стены             | Кладка из керамического кирпича на цементно-песчаном растворе общей толщиной 51 см                                                                            |
| Межкомнатные перегородки   | Гипсобетонные панели толщиной 8 см |
| Межкквартирные перегородки | Сдвоенные гипсобетонные панели толщиной 8 см со звукоизоляционной воздушной прослойкой между ними в 4 см                                                      |
| Внутренние опоры           | Сборные железобетонные колонны сечением 40×60 см |
| Внутренние балки           | Сборные железобетонные сечением 40×60 см с опиранием на колонны и наружные кирпичные стены                                                                    |
| Междуэтажные перекрытия    | Сборные железобетонные многопустотные плиты толщиной 22 см с опиранием на балки и наружные несущие стены, в некоторых местах предусмотрены монолитные участки |
| Несущие стены              | Внутренний железобетонный каркас, наружные стены и плиты перекрытия                                                                                           |
| Тип кровли                 | Плоская рулонная |

## Примечание
1. ↑  Шерешевский И.А. Конструкции гражданских зданий. — М.: Архитектура-С, 2005.